# Budnica
Budnica je domoljubna pjesma namijenjena buđenju nacionalnih osjećaja. Hrvatske budnice po uzoru na prvu, Gajevu budnicu »Još Hrvatska ni propala« pjevaju o slavnoj narodnoj prošlosti, tužnoj sadašnjosti, ali izražavaju uvjerenje da je slabost Hrvatske kratkotrajna i da će mladi ilirski naraštaj učiniti domovinu opet velikom i snažnom.
Budnica može biti i ‘melodija na trubi koja budi vojnike’.

## Poznate budnice
- »Horvatska domovina« Antuna Mihanovića
- »Horvatov sloga i sjedinjenje« Ljudevita Gaja
- »Prosto zrakom ptica leti« Dimitrija Demetra
- »Još Hrvatska ni propala« Ferde Livadića